# Загрязнение океанов
Мировой океан занимает более 70 процентов территории Земли, при этом 40 процентов его акватории считаются «сильно пострадавшими» от деятельности человека, в том числе от загрязнения, истощения рыбных запасов и потери прибрежных мест обитания живых существ.

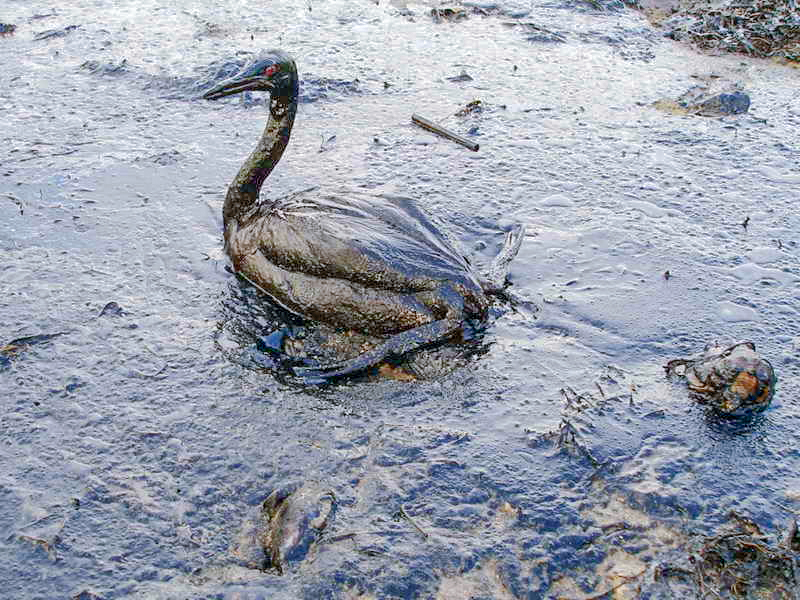
Птица, покрытая нефтью, после разлива нефти в Черном море

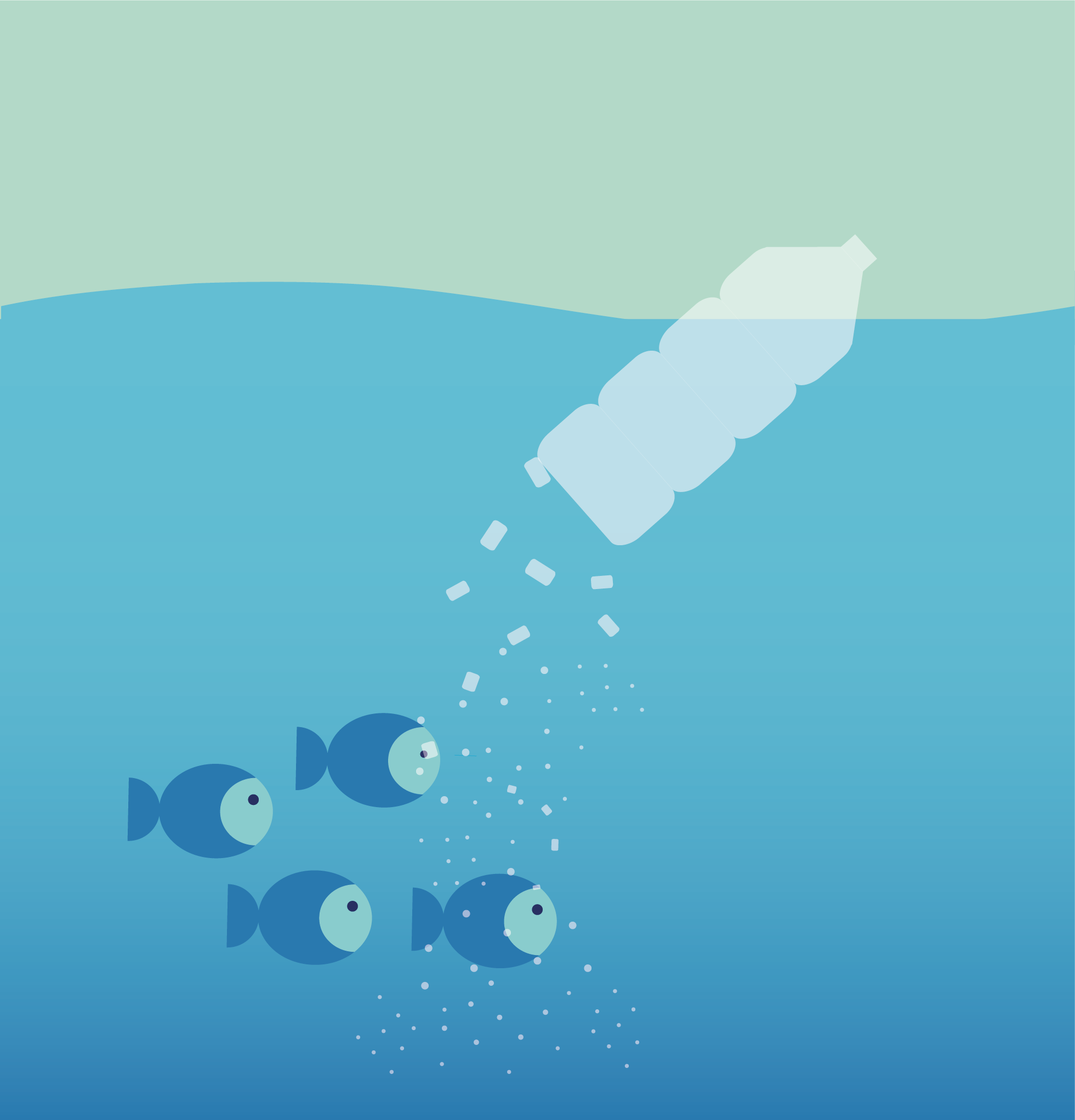
Изображение превращения пластиковой бутылки в микропластик

В результате деятельности человека в Мировой океан поступают разнообразные загрязнители, оказывающие вредное воздействие. Около 80 % загрязнителей поступают в океан с суши (напрямую или с речным стоком) или с атмосферными осадками, оставшиеся 20 % — с морских судов.
Мировой океан загрязняется нефтью и нефтепродуктами, поступающими в него как в результате обычной деятельности по добыче и транспортировке нефти, так и в результате аварий, а также смываемыми с дорог. В результате деятельности человека в океан попадает широкий спектр растворённых в воде загрязняющих веществ — пестициды, хлорорганические соединения (в том числе, диоксины), фенолы, тяжёлые металлы (в том числе такие опасные, как кадмий и ртуть), радиоактивные вещества. Опасность представляет и повышенное поступление в океан биогенных элементов (из сточных вод, а также в результате хозяйственной деятельности), что приводит к антропогенной эвтрофикации прибрежных районов. Ещё одна проблема — загрязнение мусором, в том числе пластиковым (включая микропластик). Также серьёзной угрозой считается подкисление морских вод в результате связанного с деятельностью человека увеличения концентрации углекислого газа в атмосфере.
Загрязнение океана оказывает негативное воздействие на морские экосистемы. Кроме того, миграция загрязняющих веществ по пищевым цепочкам приводит к накоплению загрязнителей в рыбе и морепродуктах, что представляет опасность и для человека.
По мнению ученых из Комиссии по загрязнению и здоровью научного журнала Lancet, загрязнение мирового океана приводит к более чем 9 млн преждевременных смертей в год.

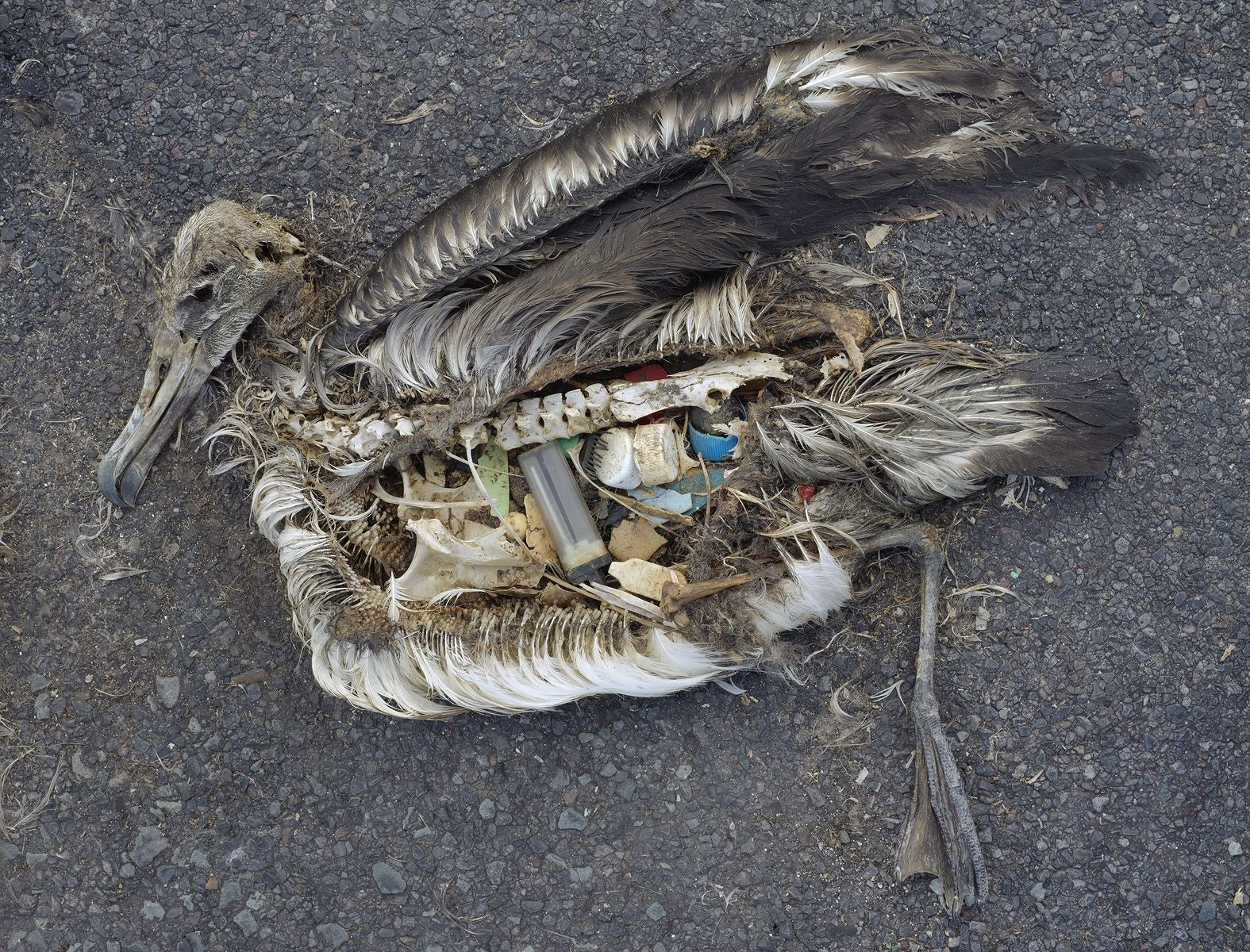
Останки птенца альбатроса, содержащие съеденный им морской мусор

## Преднамеренное захоронение отходов в море
К захоронению отходов в море (также да́мпинг, от англ. dumping) относят любое целенаправленное выбрасывание в море отходов либо других материалов с водных или воздушных транспортных средств, платформ и других искусственных сооружений, а также уничтожение и затопление судов, летательных аппаратов, платформ и т. д..
В 1972 году была подписана Конвенция по предотвращению загрязнения моря сбросами отходов и других материалов, называемая также Лондонской конвенцией. Она предусматривает полный запрет или ограничение преднамеренных сбросов в море перечисленных в Приложениях I (запрещённые к сбросу вещества) и II (вещества, сброс которых требует получения разрешения) отходов и материалов и согласование сбросов с государствами, выдающими разрешение на сброс в установленном порядке в обусловленных случаях.
В 1946 году в США, недалеко от побережья Калифорнии, впервые упаковали в металлические контейнеры, залили бетоном и сбросили в океан радиоактивные отходы. Затем этот способ захоронения стали применять и другие страны. В СССР с 1960-х годов также производилось захоронение радиоактивных отходов в море. В нарушение Лондонской Конвенции в моря сбрасывались жидкие и твердые радиоактивные отходы, аварийные ядерные реакторы (некоторые — с отработавшим ядерным топливом), а также целые реакторные отсеки атомных подводных лодок, и даже атомная подводная лодка целиком. Проведённые в 1984—2002 гг. исследования радиоактивного загрязнения в районах сброса и захоронения отходов показали, что воздействие сброса незначительное и локальное, а последствия разрушения контейнеров с ядерными отходами, которое может произойти в будущем, ещё неизвестны. В 1950—1991 годах СССР затопил в Северном Ледовитом океане ядерные отходы суммарной активностью 2,5 млн кюри.

## Экологические катастрофы

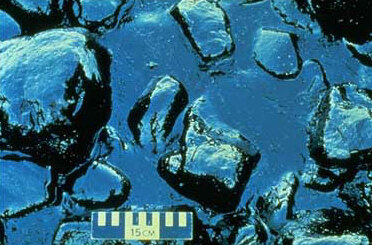
Нефть на камнях после разлива из танкера «Эксон Валдиз»

Все серьёзные случаи загрязнения океана связаны с нефтью. В результате широко распространённой практики мытья трюмов танкеров в океан ежегодно сознательно сбрасывается от 8 до 20 млн баррелей нефти. Раньше такие нарушения часто оставались безнаказанными, но сегодня спутники позволяют собрать необходимые улики и привлечь виновных к ответственности. Отдельного внимания требует проблема загрязнения донных отложений нефтью и нефтепродуктами. При авариях более 1000 т на небольших глубинах нефтепродукты довольно быстро достигают дна. В осадках умеренного климата последствия нефтяных разливов могут прослеживаться более 9 мес. В арктических условиях нефть сохраняется значительно дольше.

### Крушения крупных танкеров
- Крушение танкера «Торрей Каньон» в марте 1967 года около Лендс-Энд в Великобритании. Согласно подсчётам, тогда в море попало около 106 тысяч тонн нефти.

- Крушение танкера «Амоко Кадис» на бретонском побережье Франции в 1978 году, произошедшее из-за поломки двигателя танкера, в результате разбившегося о скалистый берег. Погибли тысячи перелётных птиц.

В 1989 году танкер «Эксон Валдиз» сел на мель в районе Аляски, и нефтяное пятно в результате разлива почти 11 млн галлонов (ок. 50 тыс. т) нефти растянулось на 1600 км вдоль побережья. Только по делу об уголовной ответственности суд обязал владельца судна — нефтяную компанию ExxonMobil — выплатить штату Аляска 150 млн долл., самый крупный экологический штраф в истории. Из этой суммы суд простил компании 125 млн в признание её участия в ликвидации последствий катастрофы, но ещё 100 млн ExxonMobil заплатил за ущерб природе и 900 млн в течение 10 лет по гражданским искам. Хотя последняя выплата федеральным и аляскинским властям состоялась в сентябре 2001 года, до 2006 года правительство могло подать иск ещё на сумму до 100 млн, если обнаружились бы экологические последствия, которые нельзя было предусмотреть во время суда. Огромную сумму составляют также претензии компаний и частных лиц, по многим из которых тяжба длится до сих пор. Даже через восемь лет после аварии «Эксон Валдиз» в некоторых пробах осадков маркеры указывали на присутствие нефти из этого танкера.
Крупные разливы нефти и нефтепродуктов достаточно редки, зато разливы нефти и нефтепродуктов гораздо меньшего масштаба происходят каждый день. Они могут быть связаны с добычей и транспортировкой нефти, а могут случаться в ходе обычной эксплуатации судов, например при дозаправке. Каждый такой разлив наносит непоправимый вред морским растениям и животным.

## Сточные воды

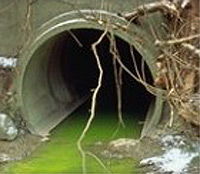

Помимо нефти, к наиболее вредным отходам относятся сточные воды. В малых количествах они обогащают воду и способствуют росту растений и рыб, а в больших — разрушают экосистемы. В двух крупнейших в мире местах сброса стоков — в Лос-Анджелесе (США) и Марселе (Франция) — специалисты занимаются очисткой загрязнённых вод уже более двух десятилетий. На снимках со спутника чётко видно растекание сбрасываемых выпускными коллекторами стоков. Подводные съёмки свидетельствуют о вызванной ими гибели морских организмов (подводные пустыни, усеянные органическими остатками), но принятые в последние годы восстановительные меры позволили значительно улучшить ситуацию.
Усилия по разжижению канализационных стоков направлены на снижение их опасности; при этом солнечный свет убивает некоторые бактерии. Такие меры оказались эффективными в Калифорнии, где в океан сбрасываются бытовые стоки — результат жизнедеятельности почти 20 млн жителей этого штата.

## Металлы и химикаты
Вместе со сточными водами через реки в океан попадают различные химические вещества, применяемые в бытовой химии. В частности, оксибензон (распространенный ингредиент солнцезащитных кремов) негативно влияет на здоровье рыб и кораллов, а перфторалкильные и полифторалкильные соединения (ПФАС) (используются при производстве косметических продуктов и пищевых упаковок), которые были найдены в водах Арктики, при проникновении в организм человека, по некоторым данным, негативно влияют на репродуктивную систему снижают иммунитет и способны вызывать рак.
В последние годы уменьшилось содержание в водах океанов металлов, ДДТ (инсектицид) и ПХД (полихлордифенилов), а вот количество мышьяка необъяснимо возросло. ДДТ (долго сохраняющийся в природе токсичный пестицид на основе хлорорганического соединения) запрещён в большинстве развитых стран, но по-прежнему используется в некоторых районах Африки.
К опасным химическим веществам, способным нарушить экологический баланс, относятся и такие тяжёлые металлы, как кадмий, никель, мышьяк, медь, свинец, цинк и хром. Согласно подсчётам только в Северное море ежегодно сбрасывается до 50 000 т этих металлов.
В океан попадает и ртуть. От 80 % до 90 % ее органических соединений поступает в организм человека из рыбы и моллюсков (при этом от 75 % до 90 % органических соединений ртути, содержащейся в морепродуктах, составляет метилртуть, которая крайне токсична и способна накапливаться в организме). Больше всего ртути накапливается в крупных хищных рыбах: акуле, рыбе-мече, белуге, тунце.
Ещё большую тревогу вызывают пестициды — альдрин, дильдрин и эндрин, — накапливающиеся в животных тканях. Пока неизвестны отдалённые последствия применения таких химикатов.
Губителен для морских обитателей и ТБТ (трибутилоловохлорид, (n-С4Н9)3SnCl), широко применяемый для покраски килей кораблей и препятствующий их обрастанию ракушками и водорослями. Доказано, что ТБТ изменяет пол самцов трубачей (вид ракообразных); в результате вся популяция состоит из женских особей, что исключает возможность размножения. Есть заменители, не оказывающие пагубного воздействия на живую природу — например, соединение на основе меди в 1000 раз менее токсично для животных и растений.

## Воздействие на экосистемы

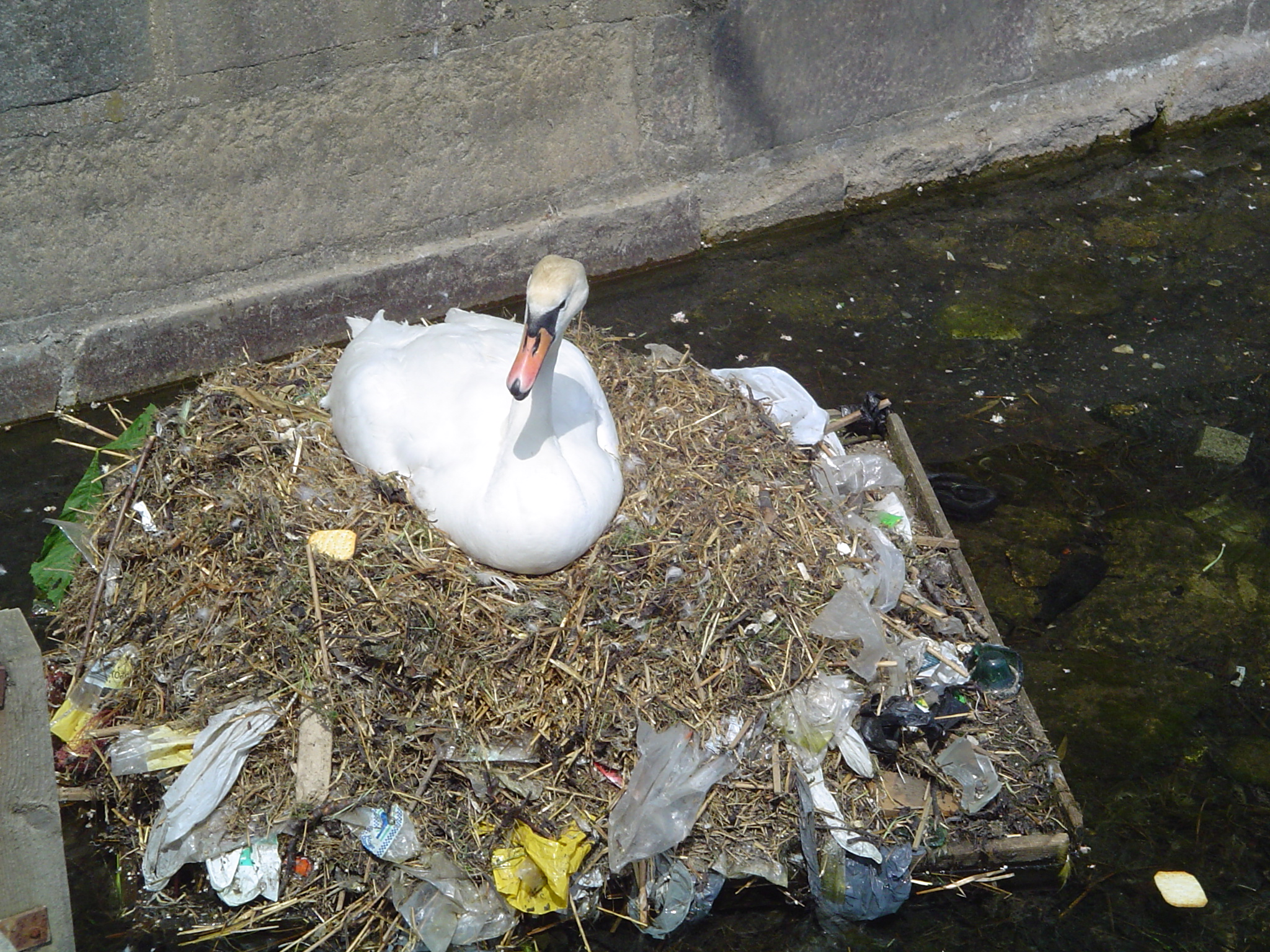

От загрязнения страдают все океаны, но загрязнённость прибрежных вод выше, чем в открытом океане, из-за намного большего числа источников загрязнения: от береговых промышленных установок до интенсивного движения морских судов. Вокруг Европы и у восточных берегов Северной Америки на мелководных континентальных шельфах устраивают садки для разведения устриц, мидий и рыб, уязвимых для токсичных бактерий, водорослей и загрязнителей. Кроме того, на шельфах ведётся нефтеразработка, что увеличивает риск разлива нефти и загрязнения.
Воды Средиземного моря полностью обновляются раз в 70 лет Атлантическим океаном, с которым оно сообщается. До 90 % сточных вод поступало сюда из 120 прибрежных городов, а другие загрязнители приходятся на долю 360 млн людей, живущих или проводящих отпуск в 20 средиземноморских странах. Это море превратилось в громадную загрязнённую экосистему, куда ежегодно поступает около 430 млрд тонн отходов. Наиболее загрязнены морские побережья Испании, Франции и Италии, что объясняется наплывом туристов и работой предприятий тяжёлой промышленности.

## Цветение воды
Попадающие в океан из сточных вод удобрения, азот и фосфор обогащают моря питательными соединениями — так сильно, что одноклеточные водоросли (фитопланктон) начинают интенсивно размножаться и перекрывать солнечный свет другим растениям и животным. Этот процесс известен как цветение воды.
Отмирая и разлагаясь, водоросли опускаются на дно и расходуют весь растворенный в воде кислород. В результате флора и фауна вынуждены мигрировать в другие районы, некоторые организмы гибнут. Так, в период активного использования удобрений в Мексиканском заливе ежегодно образуется «мёртвая зона» в 12-14 тыс. кв. км. Кроме того, фитопланктон выделяет токсины (такие, как сигуатоксин и домоевая кислота), которые накапливаются в рыбе и моллюсках, приводят к их гибели и гибели поедающих их животных.
Другой распространённый вид загрязнения океанов — цветение воды из-за массового развития водорослей или планктона. Буйное цветение вод Северного моря у берегов Норвегии и Дании было вызвано разрастанием водорослей Chlorochromulina polylepis, в результате чего серьёзно пострадал промысел лосося. В водах умеренного пояса такие явления известны уже довольно давно, но в субтропиках и тропиках «красный прилив» был впервые замечен вблизи Гонконга в 1971 г. Впоследствии такие случаи часто повторялись. Считают, что это связано с промышленными выбросами большого количества микроэлементов, особенно смывом в водоёмы сельскохозяйственных удобрений, действующих как биостимуляторы роста фитопланктона. Со взрывным ростом биомассы фитопланктона консументы первого порядка не справляются, в результате чего большая часть в пищевых цепях не используется и просто отмирает, опускаясь на дно. Разлагая органическое вещество отмершего фитопланктона, донные бактерии нередко используют весь растворенный в воде кислород, что может привести к формированию зоны гипоксии (с недостаточным для аэробных организмов содержанием кислорода). Подобные зоны приводят к сокращению биоразнообразия и биомассы аэробных форм бентоса.
Устрицы, как и другие двустворчатые моллюски, играют важную роль в фильтрации воды. Раньше устрицы за восемь дней полностью фильтровали воду в части Чесапикского залива, относящейся к штату Мэриленд. Сегодня они затрачивают на это 480 дней из-за цветения и загрязнения воды. После цветения водоросли умирают и разлагаются, способствуя размножению бактерий, поглощающих жизненно важный кислород.

## Загрязнение пластмассовыми отходами
Океан переполнен загрязнён значительным количеством пластиковых отходов. Как отмечается в отчёте Программы ООН по окружающей среде, 70 % плавающего в океане крупного пластика связано с рыболовством.
По разным оценкам, ежегодно в океан попадает от 1 до 2,5 млн тонн пластиковых отходов, большая часть из них — из рек Азии и Африки. На 2010 год основной вклад в загрязнение океана пластиком приходился на Юго-восточную Азию. Больше всего пластиковых отходов смывало в океан с территории Китая. 90 % пластика выносится в мировой океан всего через 10 рек: азиатские Янцзы, Инд, Хуанхэ, Амур, Меконг, Ганг, Чжуцзян и Хайхэ, африканские Нигер и Нил.
В бедных и перенаселённых странах Азии и Африки отсутствует культура обращения с отходами, при этом значительная часть населения проживает в прибрежных районах. Большая часть отходов хаотично выбрасывается — так, согласно подсчётам ООН, только с 10 % отходов в Африке обращаются контролируемым образом.
По данным исследователей из Фонда Эллен Макартур, Оксфордского университета, Лидского университета и организации Common Seas, при прогнозируемом ими значительном увеличении сбросов пластиковых отходов в океан, к 2050 году масса пластиковых отходов в океане будет выше, чем совокупный вес всей рыбы на Земле.
Скопления отходов из пластмасс образуют в Мировом океане под воздействием течений особые мусорные пятна. На данный момент известны пять больших скоплений мусорных пятен — по два в Тихом и Атлантическом океанах, и одно — в Индийском океане. Данные мусорные круговороты в основном состоят из предметов, связанных с рыболовством (сети, снасти и т. п.), и в меньшей степени из бытового мусора.
Руководитель морских исследований Кара Лавендер Ло из Ассоциации морского образования (Sea Education Association; SEA) возражает против термина «пятно», поскольку по своему характеру — это разрозненные мелкие куски пластика. Пластиковый мусор опасен ещё и тем, что морские животные, зачастую, могут не разглядеть прозрачные частицы, плавающие по поверхности, отходы попадают им в желудок, часто становясь причиной летальных исходов.
Предметы из пластика в результате износа при эксплуатации и воздействия факторов окружающей среды распадается на небольшие частицы (микропластик), который попадает в пищевую цепь и может накапливаются в рыбе и моллюсках. При их потреблении микропластик попадает и в организм людей. Точных данных о возможном влиянии микропластика на здоровье людей нет, существующие обзорные научные исследования не позволяют сделать однозначные выводы.

## Опасность для человека
ПХД накапливаются в морских организмах (имеют кумулятивное воздействие). Эти промышленные загрязняющие вещества — яд для животных и человека. Как и другие загрязнители океанов, например применяемый в пестицидах и антисептиках для древесины ГХГ (гексахлорциклогексан), они являются стойкими хлорсодержащими соединениями.
Эти химикаты выщелачиваются из почвы и попадают в море, где проникают в ткани живых организмов. Рыб с ПХД или ГХГ могут съесть как люди, так и рыбы. Рыбу потом поедают тюлени, а те, в свою очередь, становятся пищей для некоторых видов китов или белых медведей. Каждый раз, когда химические вещества переходят с одного уровня пищевой цепи на другой, их концентрация растёт. Ничего не подозревающий белый медведь, съедающий дюжину тюленей, поглощает вместе с ними токсины, содержавшиеся в десятках тысяч заражённых рыб.
Считают, что загрязняющие вещества виновны и в повышении восприимчивости морских млекопитающих к чумке, поразившей Северное море в 1987—88 гг., когда погибли не менее 11 тысяч обыкновенных и длинномордых тюленей. Вероятно, металлические загрязнители в океане стали также причиной появления кожных язв и увеличения печени у рыб, включая камбалу, 20 % популяции которой в Северном море поражено этими болезнями.

## Мониторинг загрязнения
Попадающие в океан токсичные вещества могут оказаться вредными не для всех организмов: некоторые низшие формы даже процветают в таких условиях. Многощетинковые черви (полихеты) живут в относительно загрязнённых водах и часто служат экологическими индикаторами относительной загрязнённости. Продолжается изучение возможности использования морских нематод для контроля санитарного состояния океанов.

## Очистка океанов
Реализуется большое количество инициатив, направленных на очистку океанов от различных загрязнителей, многие из них направлены на очистку от мусора. Одна из наиболее известных — The Ocean CleanUp, придуманная Бояном Слатом из Нидерландов. Автоматическая система, работающая на солнечной энергии, подбирает мусор из воды, причем как с поверхности, так и из нескольких метров нижележащей водной толщи. Затем через определенные промежутки времени появляется беспилотное судно, чтобы забрать собранные отходы и отвезти их к месту утилизации. По мнению Слата, полномасштабная реализация проекта позволит убрать половину плавающего мусора из океана за пять лет.

### Международные соглашения
- Международная конвенция по предотвращению загрязнения с судов (МАРПОЛ 73/78)
- Конвенция по предотвращению загрязнения моря сбросами отходов и других материалов
- Конвенция относительно вмешательства в открытом море в случаях аварий, приводящих к загрязнению нефтью
- Международная конвенция по обеспечению готовности на случай загрязнения нефтью, борьбе с ним и сотрудничеству
- Международная конвенция о гражданской ответственности за ущерб от загрязнения нефтью
- Международная конвенция о создании Международного фонда для компенсации ущерба от загрязнения нефтью
- Хельсинкская конвенция (Конвенция по защите природной морской среды района Балтийского моря)
- Рамочная конвенция по защите морской среды Каспийского моря
- Конвенция по охране и использованию трансграничных водотоков и международных озёр Архивная копия от 18 апреля 2014 на Wayback Machine
- Протокол по проблемам воды и здоровья к Конвенции по охране и использованию трансграничных водотоков и международных озер 1992 года Архивная копия от 17 апреля 2014 на Wayback Machine
- Протокол о гражданской ответственности и компенсации за ущерб, причинённый трансграничным воздействием промышленных аварий на трансграничные воды Архивная копия от 18 апреля 2014 на Wayback Machine
- Соглашение между Правительством Украины и Правительством России о совместном использовании и охране трансграничных водных объектов Архивная копия от 7 апреля 2014 на Wayback Machine

### Экология океана
- Ханс-Отто Пертнер, 2009. Увеличивается ли уровень кислотности океана? Архивная копия от 23 марта 2010 на Wayback Machine